# Casa Hacienda Moreyra
La Casa Hacienda Moreyra es una residencia campestre de lo que fue el antiguo fundo de San Isidro, germen del actual distrito de San Isidro en Lima, Perú. Fue declarada monumento nacional en 1972 mediante la resolución R.S.N° 2900-72-ED bajo el nombre de Casa hacienda y capilla de San Isidro.

## Historia
La casa fue construida en la segunda mitad del siglo XVII con un diseño firmado por el arquitecto catalán Pedro de Noguera.